# جان چارتریس
جان چارتریس (انگلیسی: John Charteris; ۸ ژانویهٔ ۱۸۷۷ – ۴ فوریهٔ ۱۹۴۶) فرد نظامی اهل بریتانیا بود.